# 786-os busz
A 786-os jelzésű elővárosi autóbusz Budapest és Tardos között közlekedik, érintve Budakeszit és Zsámbékot. A viszonylatot a MÁV Személyszállítási Zrt. üzemelteti.

## Története
2019. augusztus 10-étől a Széna téri autóbusz-állomás bezárása miatt budapesti végállomása a Széll Kálmán térre kerül át.

## Megállóhelyei
| 0  | Budapest, Széll Kálmán tér végállomás  | 44 | 5, 16, 16A, 21, 21A, 22, 22A, 39, 91, 102, 116, 128, 129, 139, 140, 140A, 149, 155, 156, 221, 222 4, 6, 17, 56, 56A, 59, 59A, 59B, 61 781, 782, 783, 784, 785, 787, 789, 791, 793, 794, 795 |
| 1  | Budapest, Szent János Kórház           | 43 | 22, 22A, 91, 128, 129, 155, 156, 222 56, 56A, 59, 59B, 60, 61 781, 782, 783, 784, 785, 787, 789, 791, 793, 794, 795                                                                         |
| 2  | Budapest, Budagyöngye                  | 42 | 22, 22A, 129, 222, 291 56, 56A, 59B, 61 781, 782, 783, 784, 785, 787, 789, 791, 793, 794, 795                                                                                               |
| 3  | Budapest, Kuruclesi út                 | 41 | 22, 22A, 222, 291 781, 782, 783, 784, 785, 787, 789, 791, 793, 794, 795 |
| 4  | Budapest, Vízművek                     | 40 | 22, 22A, 222 781, 782, 783, 784, 785, 787, 789, 791, 793, 794, 795 |
| 5  | Budapest, Dénes utca                   | 39 | 22, 22A, 222 781, 782, 783, 784, 785, 787, 789, 791, 793, 794, 795 |
| 6  | Budapest, Szépjuhászné, Gyermekvasút   | 38 | 22, 22A, 222 781, 782, 783, 784, 785, 787, 789, 791, 793, 794, 795 Gyermekvasút |
| 7  | Budapest, Országos Korányi Intézet     | 37 | 22, 22A, 222 781, 782, 783, 784, 785, 787, 789, 791, 793, 794, 795 |
| 8  | Budapest, Szanatórium utca (Vadaspark) | 36 | 22, 22A, 188E, 222 781, 782, 783, 784, 785, 787, 789, 791, 793, 794, 795 |
| 9  | Budakeszi, Erkel Ferenc utca           | 35 | 22, 22A, 188E, 222 781, 782, 783, 784, 785, 787, 789, 791, 793, 794, 795 |
| 10 | Budakeszi, Gyógyszertár                | 34 | 22, 22A, 188E, 222 781, 782, 783, 784, 785, 787, 789, 791, 793, 794, 795 |
| 11 | Budakeszi, Városháza                   | 33 | 22, 22A, 188, 188E 781, 782, 783, 784, 785, 787, 789, 791, 793 |
| 12 | Budakeszi, Dózsa György tér            | 32 | 22, 22A, 188, 188E 781, 782, 783, 784, 785, 787, 789, 791 |
| 13 | Budakeszi, Fagyártmánytelep            | 31 | 781, 782, 783, 784, 785, 787, 789, 791 |
| 14 | Budakeszi, Vastagtanya                 | 30 | 781, 782, 783, 784, 785, 787, 789, 791 |
| 15 | Páty, Mézeshegy                        | 29 | 781, 782, 783, 785, 785, 787, 789, 791 |
| 16 | Páty, Somogyi Béla utca                | 28 | 781, 782, 783, 785, 785, 787, 789, 791 |
| 17 | Páty, Telki elágazás                   | 27 | 778, 781, 782, 783, 784, 785, 787, 789, 791 |
| 18 | Páty, Iskola                           | 26 | 778, 781, 782, 783, 784, 785, 787, 789, 791 |
| 19 | Páty, Töki út                          | 25 | 781, 783, 784, 785, 787, 789, 791 |
| 20 | Páty, Újtelep                          | 24 | 783, 784, 785, 787, 791 |
| 21 | Tök, Újmajor                           | 23 | 783, 784, 785, 787, 791 |
| 22 | Zsámbék, PEMÜ                          | 22 | 783, 784, 785, 787, 791 |
| 23 | Zsámbék, Ady Endre utca                | 21 | 778, 783, 784, 785, 787, 789, 791, 795, 798, 799 |
| 24 | Zsámbék, autóbusz-forduló              | 20 | 770, 774, 775, 778, 779, 783, 784, 785, 787, 788, 789, 791, 795, 798, 799, 8423 1853 |
| 25 | Zsámbék, Mányi út                      | 19 | 770, 774, 775, 779, 784, 785, 787, 8423 |
| 26 | Zsámbék, Szomori elágazás              | 18 | 770, 774, 775, 779, 784, 785, 787, 8423 1853 |
| 27 | Mány, Felsőörspuszta                   | 17 | 770, 774, 775, 779, 785, 787, 8423 |
| 28 | Szomor, Kakukkhegy                     | 16 | 770, 774, 775, 779, 785, 787, 8423 |
| 29 | Szomor, autóbusz-váróterem             | 15 | 770, 774, 775, 779, 785, 787, 8422, 8423, 8541 1853 |
| *  | Szomor, Mátyás király utca             | ∫  | 785, 8423, 8541 |
| *  | Somodorpuszta                          | ∫  | 785, 8423, 8541 |
| *  | Szomor, Mátyás király utca             | ∫  | 785, 8423, 8541 |
| *  | Szomor, autóbusz-váróterem             | ∫  | 770, 774, 775, 785, 787, 8422, 8423, 8541 1853 |
| 30 | Gyermely, Községháza                   | 14 | 770, 774, 775, 785, 787, 8423, 8422, 8423, 8541 1853 |
| 31 | Gyermely, Felső                        | 13 | 770, 775, 785, 8422, 8423 |
| 32 | Gyarmatpusztai elágazás                | 12 | 770, 8422, 8423 |
| 33 | Gyarmatpuszta** végállomás             | 11 | 8422, 8423 |
| 34 | Küllüdi erdészház                      | 10 | 8422, 8423 |
| 35 | Tarján, temető                         | 9  | 770, 8422, 8423 |
| 36 | Tarján, autóbusz-váróterem             | 8  | 770, 8406, 8410, 8419, 8421, 8422, 8423 |
| 37 | Tarján, Gyógyintézet                   | 7  | 8406 |
| 38 | Vértestolna, Újtelep                   | 6  | 8406 |
| 39 | Vértestolna, kultúrház                 | 5  | 8406 |
| 40 | Vértestolna, Tűzoltószertár            | 4  | 8406 |
| 41 | Tardos, Tatai elágazás                 | 3  | 8406 |
| 42 | Tardos, Dózsa utca                     | 2  | 8406 |
| 43 | Tardos, Süttői elágazás                | 1  | 8406, 8549 |
| 44 | Tardos, autóbusz-váróterem végállomás  | 0  | 8406, 8549 |

Jelmagyarázat:

*Ezeket a megállókat a Budapestről 6:35-kor induló és Gyarmatpusztáig közlekedő menet érinti.

**Vonalközi végállomás, csak a délutáni buszok közlekednek tovább Tardos felé.